# Bois-d'Amont, Fribourg
Bois-d'Amont är en kommun i distriktet Sarine i kantonen Fribourg, Schweiz. Kommunen skapades den 1 januari 2021 genom sammanslagningen av de tidigare kommunerna Arconciel, Ependes och Senèdes. Bois-d'Amont hade 2 381 invånare (2023).